# Ozero Gremjatjeje
Ozero Gremjatjeje (ryska: Озеро Гремячее) är en sjö i Belarus.   Den ligger i voblasten Minsks voblast, i den centrala delen av landet, 80 km sydost om huvudstaden Minsk. Ozero Gremjatjeje ligger 158 meter över havet.
I omgivningarna runt Ozero Gremjatjeje växer i huvudsak blandskog. Runt Ozero Gremjatjeje är det ganska glesbefolkat, med 29 invånare per kvadratkilometer.